# 尹泰
尹泰（穆麟德轉寫：yentai；1651年—1738年），字子登，章佳氏，满洲镶黄旗人。清朝大臣。

## 生平
康熙年间授翰林院笔帖式，为内阁侍读学士，康熙二十七年（1688年），授为翰林院侍讲，为日讲起居注官，担任国子监祭酒。雍正帝任命他为左都御史，禁止官民服饰逾制。雍正七年（1730年）正月，为东阁大学士兼兵部尚书，担任《大清会典》和《清世宗实录》总裁。乾隆三年（1738年）七月，尹泰休致，九月去世，赠太子太傅，谥号文恪。《清史稿：列传七十六》卷289有传。第五子为尹继善。

## 延伸阅读
[在维基数据编辑]
 《清史稿·卷289》，出自趙爾巽《清史稿》